# Dewapur
Dewapur (en népalais : देवापुर) est un comité de développement villageois du Népal situé dans le district de Bara. Au recensement de 2011, il comptait 4 716 habitants.